# Civitas Alapítvány a Polgári Társadalomért
A Civitas Alapítvány a Polgári Társadalomért fő célkitűzése a helyi polgári társadalom kialakulásának és fejlődésének elősegítése, a helyi és regionális fejlesztési törekvések támogatása. Fejlődésen azt a folyamatot érti, amely révén egy közösség tagjai és intézményei képessé válnak arra, hogy erőforrásokat mozgosítsanak életminőségük tartós javulása érdekében. Az alapítvány elsősorban Erdélyben, de országos, valamint délkelet-európai szinten is tevékenykedik.

## Alapítás
A Civitas Alapítvány 1992 októberében alakult. Alapítói a helyi önkormányzatok hatékonyságának növelését, valamint a polgárok döntéshozatalban és a közösségi problémák megoldásában való szerepvállalásának ösztönzését tartották szükségesnek.

## Tevékenységek
Küldetése szellemében a CIVITAS Alapítvány az alábbi tevékenységeket végzi:
- Település- és régiófejlesztési projektek kidolgozása és megvalósítása
- Lakossági kezdeményezések támogatása, önkormányzat-lakosság kapcsolatok fejlesztése
- Helyi önkormányzatok fejlődésének elősegítése szakértői tanácsadásokkal, továbbképzésekkel
- Civil szervezetek létrehozásának és működésének támogatása.

### Tevékenységi területek
Az alapítvány projektjeit és programjait, figyelembe véve a szervezet stratégiai célkitűzéseit, négy osztályba csoportosíthatjuk.
- Vidékfejlesztés
- Közösségi animátor program
- Integrált helyi fejlesztés
- Humánerőforrás-fejlesztés
- SEDAP
- Felnőttképzés
- Programigazgató munkaköri leírásának kidolgozása
- A polgári társadalom fejlődésének támogatása:
  - Polgári részvétel
  - Tájékoztatás és tanácsad:
- Helyi Lakossági Tanácsadó Iroda (BCC Székelyudvarhely)

Tapasztaladátadás civil szervezetek számára
- Hogyan használhatjuk az ESZA forrásait
  - Szociális partnerség
- Interetnikum Magazin
- Az önkormányzati munka hatékonyságának növelése
- SEDAP

Közigazgatási reform 
- Helyi közigazgatás az uniós csatlakozás szemszögéből

Helyi szintű költségvetési politikák

### Szolgáltatások
Tanácsadási szolgáltatásaink három csoportba sorolhatók:
Helyi- és regionális fejlesztési stratégiák kidolgozása az ezt igénylő községek, városok vagy kistérségi társulások részére

## Képzések szervezése a következő területeken
- Közhivatal menedzsment (operatív- és stratégiai menedzsment a közigazgatásban)
- Humán erőforrások menedzsmentje
- Kommunikáció a közintézményekben, Public Relations
- Projektkészítés, pályázatírás és projektmenedzsment
- Helyi- és regionális fejlesztés
- Helyi közösségek pénzügyi menedzsmentje.

### Tanácsadás egyéb területeken
- Regionális és helyi fejlesztési stratégiák kidolgozása
- Humán erőforrások menedzsmentje, személyzeti politikák
- Pénzügyi menedzsment és helyi pénzügyi politikák
- Jogi tanácsadás közigazgatás-jogi kérdésekben
- Kommunikáció a közintézményekben
- Bemutató és népszerűsítő anyagok kidolgozása.

### Célcsoport
A Civitas Alapítvány által nyújtott szolgáltatások célcsoportját képezik:
- Önkormányzatok
- Civil szervezetek
- Kis- és közepes vállalkozások, termelő és kézműves szövetkezetek
- A helyi fejlesztésben szerepet vállaló egyéb szervezetek.

### Stratégiai partnerek
- Babeș–Bolyai Tudományegyetem – Politikatudományok, Közigazgatási és Kommunikációs kar
- Békéscsabai Regionális Képző Központ, Magyarország
- Erdélyi Autópálya Társaság
- Erdélyi Magyar Civil Szervezetekért Alapítvány
- Fehér Megye Önkormányzata
- Harvest Hope Pro Homorod
- Kolozs Megye Önkormányzata
- Közpolitikai Központ (CENPO)
- LIA, Németország
- Magyar Tudományos Akadémia, Magyarország
- Microsoft Románia
- Peace Corps, USA
- Vidékfejlesztési Központ

### Hálózati részvétel
A Civitas Alapítvány tagja az alábbi hálózatoknak:

• RuralNet 

• Citizens’ Pact for SEE 

• Pannonforrás 

• Szociális Partnerség – Székelyudvarhely 

• Helyi Lakossági Tanácsadó Irodák Nemzeti Szövetsége - angol nyelvű honlap

### Kiadványok
Kommunikáció a menedzsmentben 

Humán erőforrások menedzsmentje 

Közhivatali menedzsment II – Operativ menedzsment a közigazgatásban 

Régiófejlesztés és regionális kutatás 

Székelyudvarhelyi Szociális Háló – Székelyudvarhely szociális fejlesztési stratégiája 